# 埃及大厅

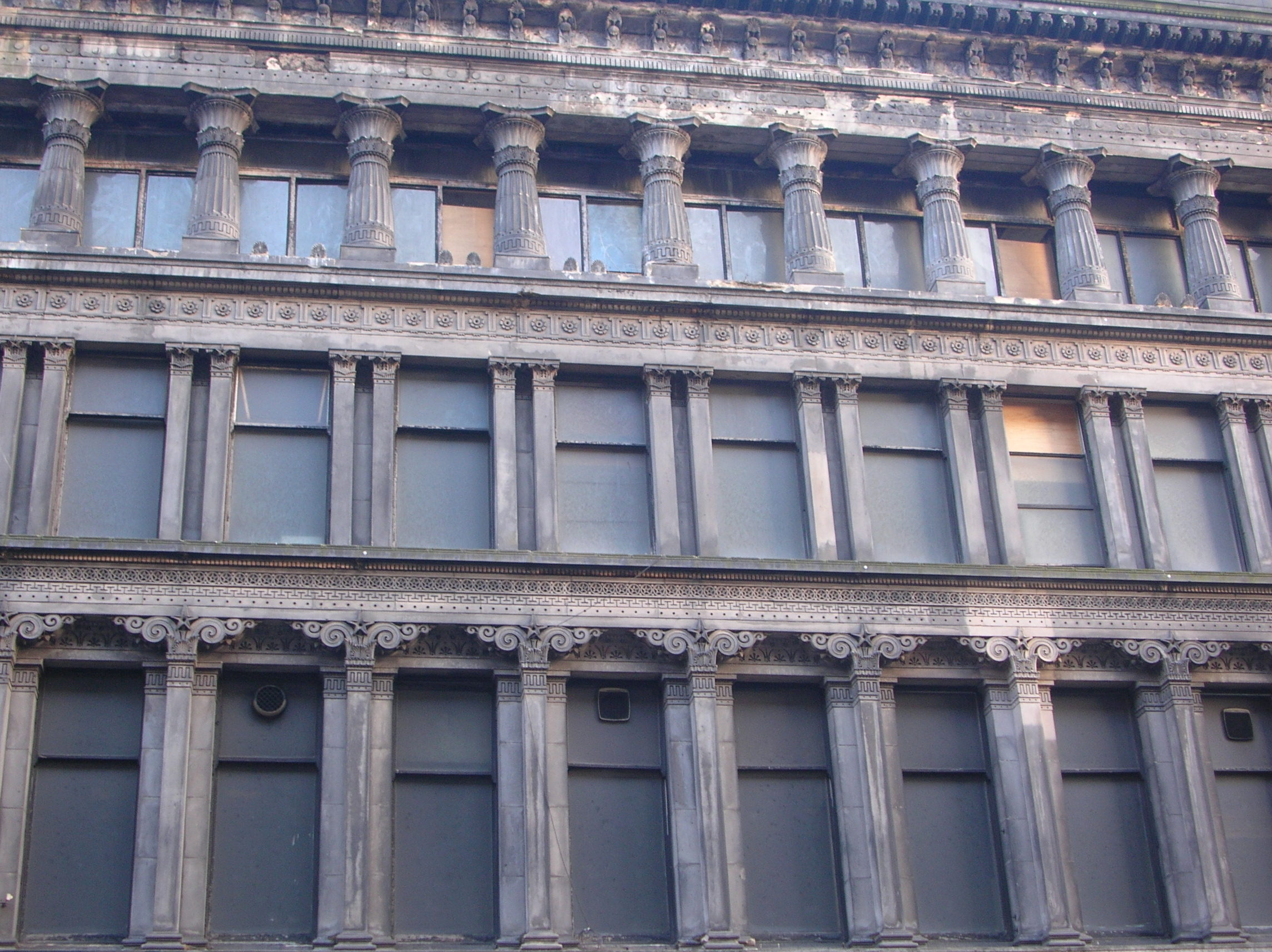

埃及大厅（The Egyptian Halls）是苏格兰格拉斯哥的一座A类登录建筑，位于联合街（Union Street）84–100号。它建于1870年至1872年，由亚历山大·汤姆森设计。该建筑目前除了一楼的一些零售商，都处于空置状态。尽管几次尝试修复，在2011年面临拆除的威胁。将其改造为114床位的四星级酒店的计划已获批准。

## 历史
埃及大厅为铁路制造商詹姆斯·罗伯逊的商业场所，工程开始于1870年3月，于1872年完成。 埃及厅是亚历山大·汤姆森的最后一个主要项目之一，高四层，使用铸铁和石头建造。建筑破坏了当时的许多规则;通常在底层的粗石柱布置到了顶楼。
建筑的名称似乎是一个误称，因为它的设计只有非常少的埃及影响，却更接近希腊古典主义建筑，特别是雅典风之塔的科林斯柱式，这是汤姆森的设计理想。
该建筑被描述为格拉斯哥最好的之一， 是“亚历山大·汤姆森商业建筑的现存最好的例子”，具有“国际重要性”。自1966年以来，它作为A类登录建筑加以保护。